# شاهدخت نوکاتا

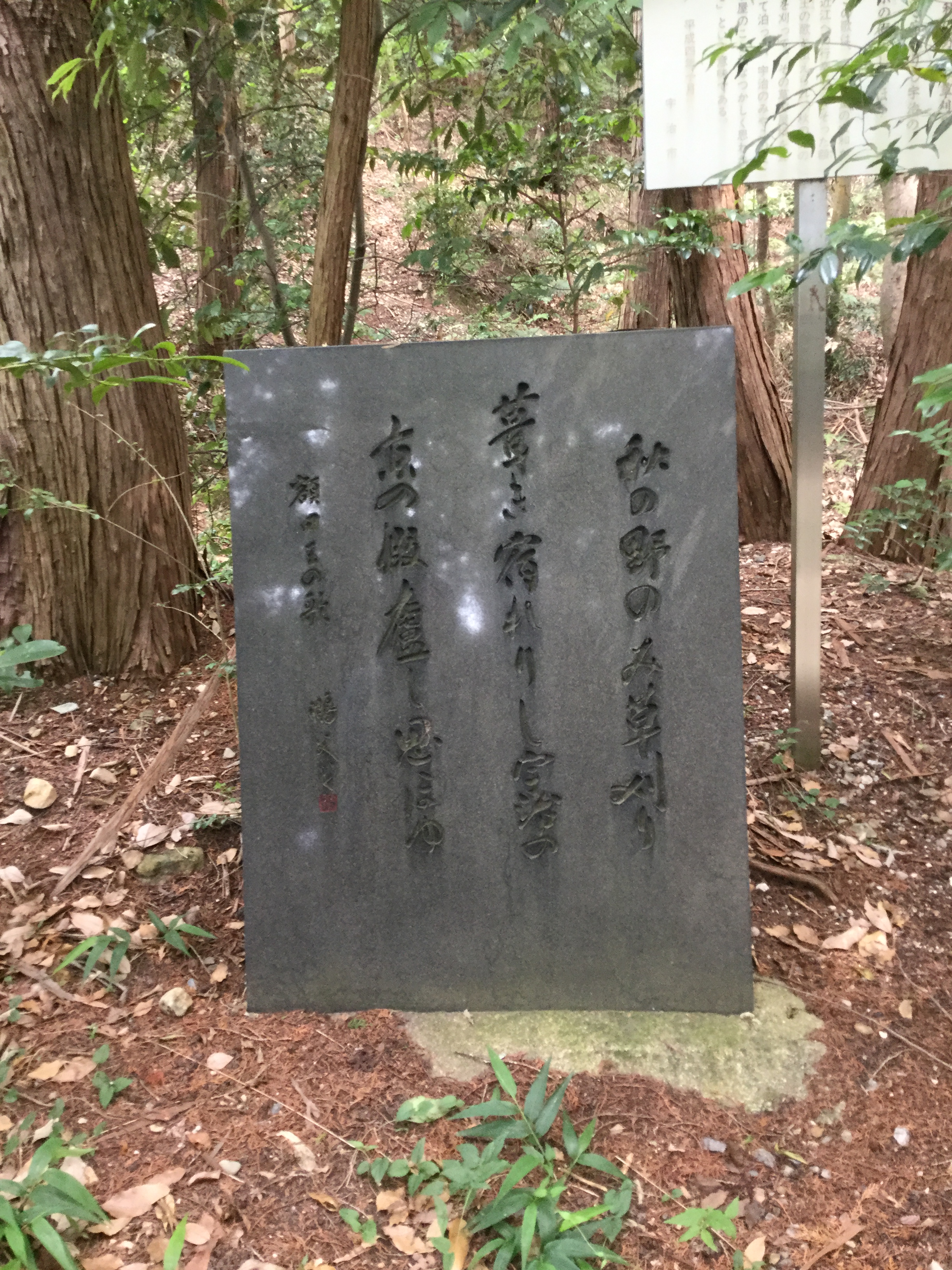
مقبره یادبود شاهدخت نوکاتا در زیارتگاه شیموی

شاهدخت نوکاتا (به ژاپنی: 額田王, Nukata no Ōkimi); ۱ ژانویهٔ ۰۶۳۰ – ۱ ژانویهٔ ۰۶۹۰) شاعر، و نویسنده در دوره آسوکا اهل ژاپن بود. او همسر محبوب امپراتور تنمو و مادر دختر او شاهدخت توچی بود که بعدها همسر غیر اصلی امپراتور کوبون شد.
یک افسانه ادعا می‌کند که او بعداً با  امپراتور تنجی، برادر بزرگ امپراتور تنمو همسر شد، اما هیچ مدرکی برای اثبات این ادعا وجود ندارد.